# Ludwig von Ficker

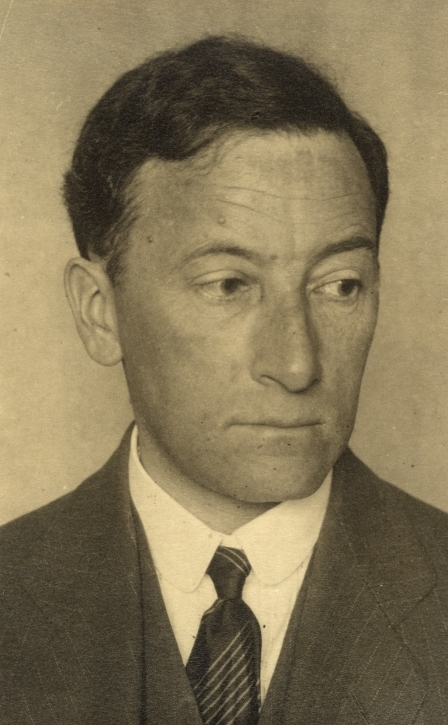
Ludwig von Ficker (um 1920)

Ludwig (von) Ficker (1885–1919 Ludwig Ritter Ficker von Feldhaus; * 13. April 1880 in München; † 20. März 1967 in Innsbruck) war ein österreichischer Schriftsteller und Verleger.

## Leben
Ludwig von Ficker war der Sohn des 1885 geadelten deutsch-österreichischen Historikers Julius von Ficker und der Bruder von Marie Dopsch (geb. von Ficker), Cenzi, Rudolf und Heinrich von Ficker. 1908 heiratete er die Schwedin Cäcilie (Cissi) Molander (1875–1960) und ließ sich in Mühlau bei Innsbruck nieder. 1910 gründete er die Kulturzeitschrift Der Brenner. Als Autor wurde er mit den Dramen Sündenkinder (1900), Und Friede den Menschen! Eine Christnachtstragödie (1901) sowie der Gedichtsammlung Inbrunst des Sturms (1904) bekannt. Ficker förderte und publizierte das Werk seines Freundes Georg Trakl, auch zu Karl Kraus unterhielt er literarische Beziehungen.
1960 erhielt er die Ehrendoktorwürde der Freien Universität Berlin und 1966 das Österreichische Ehrenzeichen für Wissenschaft und Kunst.
Er ist am Friedhof Mühlau in Innsbruck begraben, wo sich seit 1925 auch das Grab Georg Trakls befindet.

## Werke
- Sündenkinder. Drama in zwei Aufzügen. Linz und Leipzig, Österreichische Verlagsanstalt 1900[1]
- Und Friede den Menschen! Eine Christnachtstragödie. Linz, Wien, Leipzig, Österreichische Verlagsanstalt 1901[2]
- Inbrunst des Sturms. Leipzig-Berlin, Modernes Verlagsbureau 1904[3]
- Studien über Karl Kraus. 1913
- Denkzettel und Danksagungen. Reden und Aufsätze. Herausgegeben von Franz Seyr. Kösel 1967
- Briefwechsel 1909–14, 4 Bände. Otto Müller, Salzburg 1986, ISBN 3-7013-0702-4
- Martin Heidegger, Ludwig von Ficker: Briefwechsel 1952 bis 1967. Herausgegeben von Matthias Flatscher. Klett-Cotta Verlag, Stuttgart 2004, ISBN 3-608-91318-1
- Ludwig (von) Ficker – Ludwig Wittgenstein. Briefwechsel 1914–1920. Hrsg. v. Annette Steinsiek und Anton Unterkircher, iup, Innsbruck 2014. ISBN 978-3-902936-41-7
- „Erinnerung an den einen Tag in Mühlau“. Karl Kraus und Ludwig von Ficker. Briefe, Dokumente 1910–1936. Hrsg. Markus Ender, Ingrid Fürhapter und Friedrich Pfäfflin. Wallstein, Göttingen 2017, ISBN 978-3-8353-3151-8. (Rez. SZ.)